# Speyeria minor
Speyeria minor är en fjärilsart som beskrevs av Mcdunnough 1927. Speyeria minor ingår i släktet Speyeria och familjen praktfjärilar. Inga underarter finns listade i Catalogue of Life.